# 法簡度·艾德恩·艾賓
法簡度·艾德恩·艾賓（西班牙語：Facundo Adrian Erpen，1983年5月19日—），1983年5月19日生于恩特雷里奧斯省瓜萊瓜伊丘 ，阿根廷职业足球运动员，现效力于美國職業足球大聯盟球会科羅拉多急流。